# Dell PowerEdge

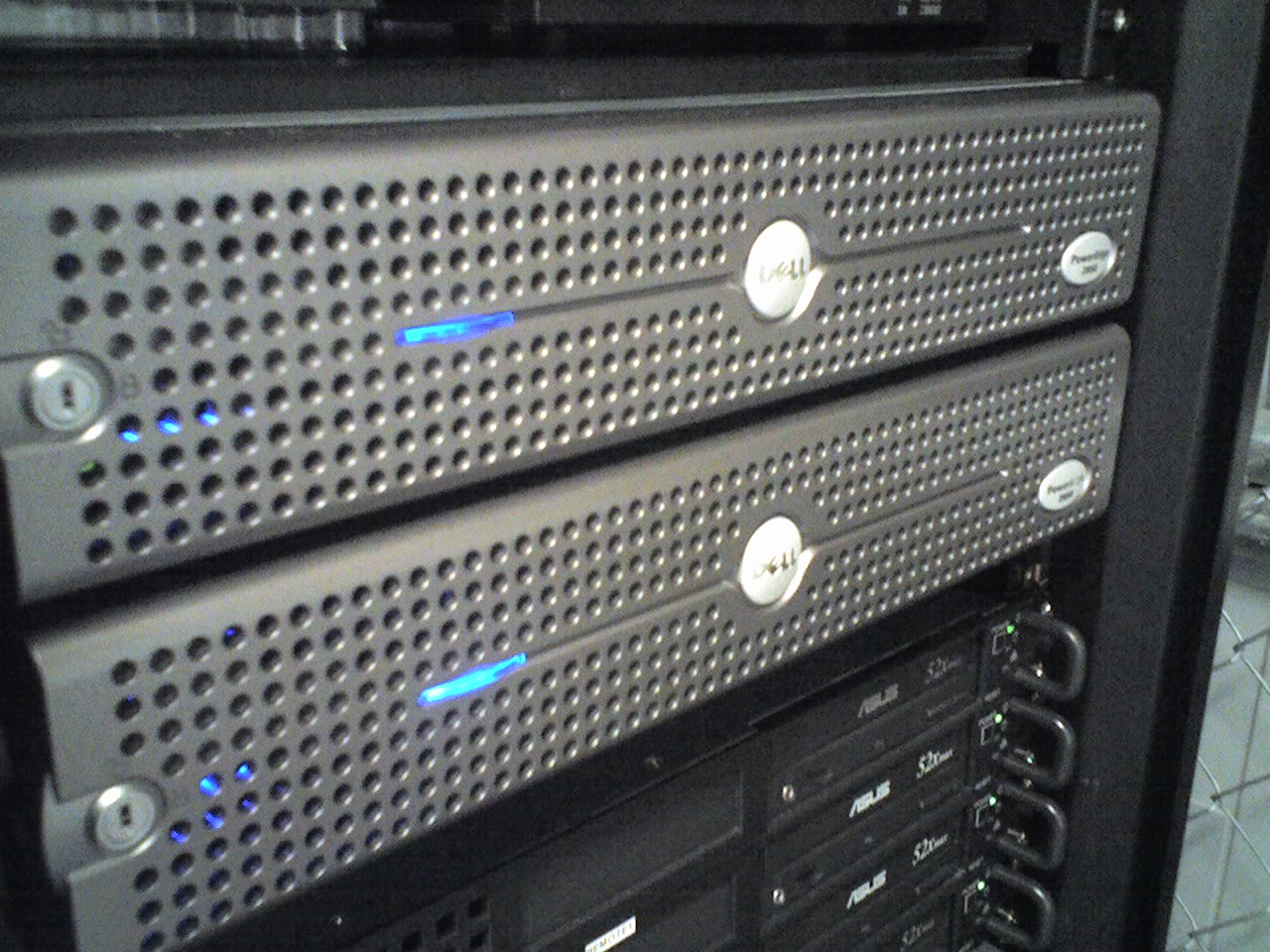
Två Dell PowerEdge-servrar monterade i ett 19" rack.

Dell kallar sina servrar som de producerar PowerEdge (PE) modeller. Dess första generation kom under 1996. Före 2006, så har Dells servrar använt Intel Pentium eller Xeon processorer, men sedan 2006, så har Dell börjat sända ut servrar som använder AMD-Opteronprocessorer också.
- Wikimedia Commons har media som rör Dell PowerEdge.